# 金立サービスエリア

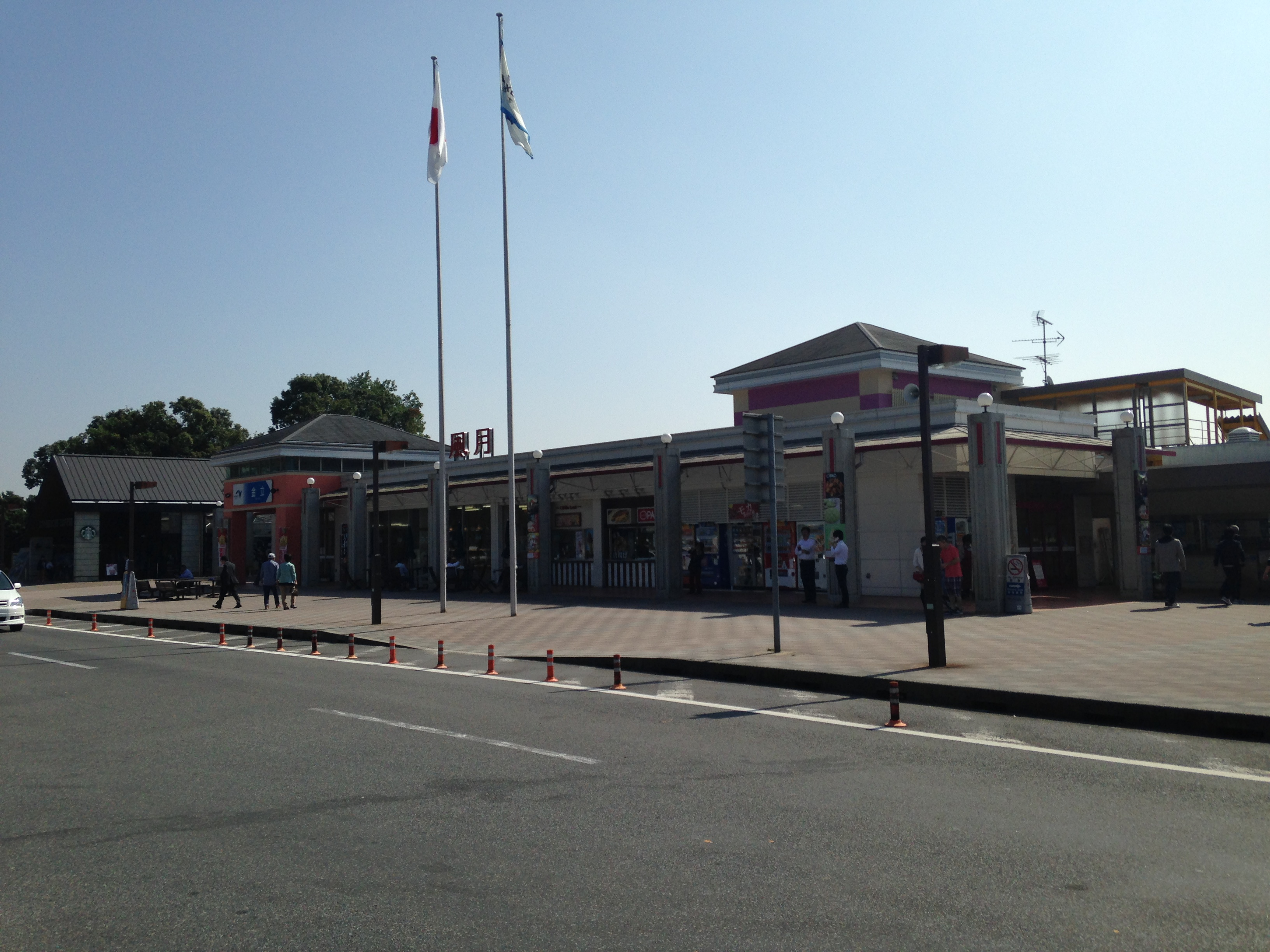
下り線（長崎・佐世保方面）

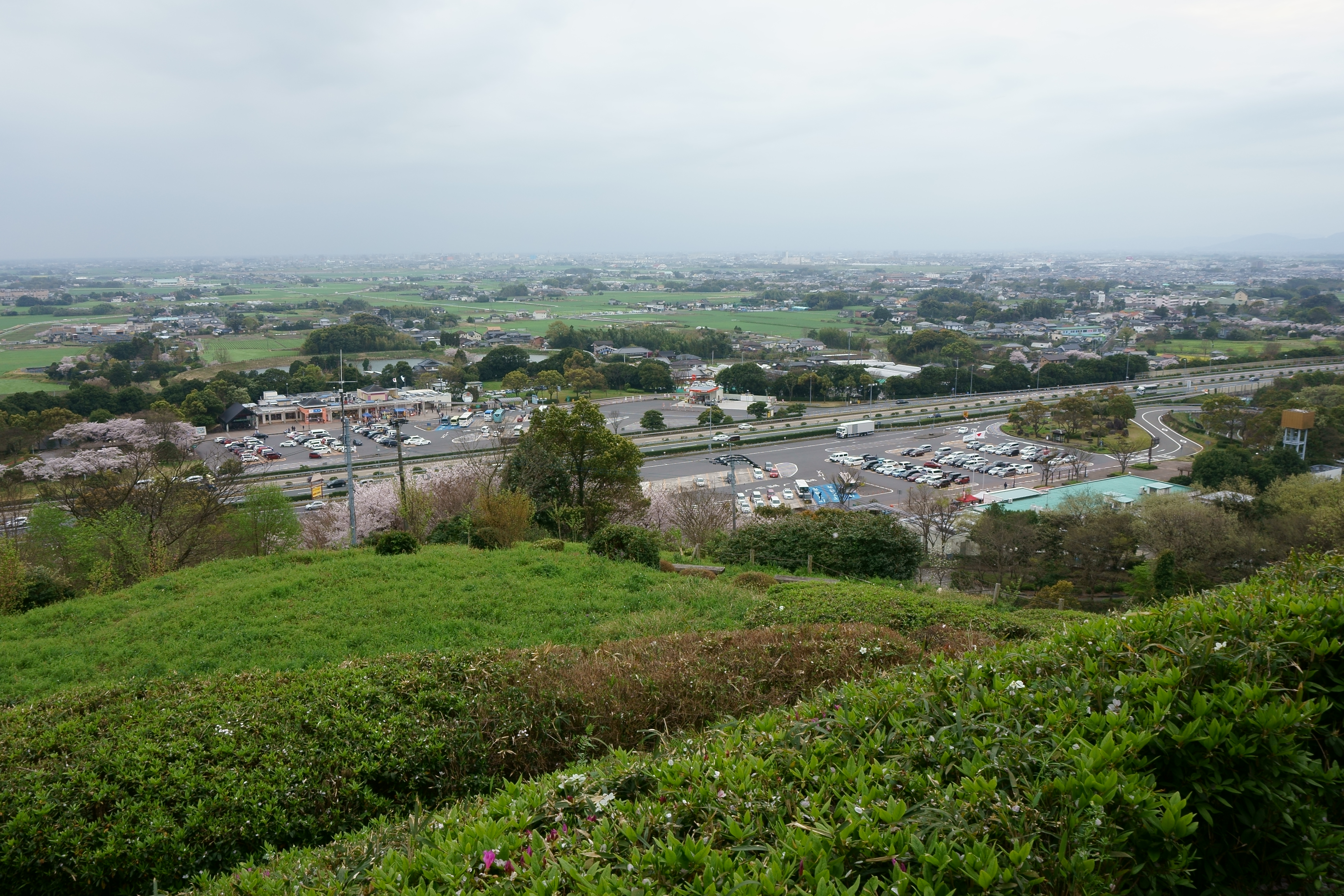
全景（金立公園から）

金立サービスエリア（きんりゅうサービスエリア）は、佐賀県佐賀市にある長崎自動車道のサービスエリア。金立ハイウェイオアシス（金立公園）に隣接しており、一般道路からも利用できる。

## 道路
- E34 長崎自動車道

## 施設

### 上り線（鳥栖方面）
- 駐車場
  - 大型 18台
  - 小型 82台
  - 二輪 8台
- トイレ[1]
  - 男性 大7（和式1・洋式6）・小10
  - 女性 17（和式2・洋式15）
    - 小児用小便器 2

  - 車椅子用 1
- ガソリンスタンド（ENEOS[2]（兼松ペトロ）、24時間）
- バス停留所
- レストラン（7:00-22:00）
  - 運営者:昭和自動車（株）
- スナック（24時間）
- ショッピング（24時間）
- 自動販売機
- 携帯電話充電器（24時間）
- インフォメーション・FAXサービス（平日9:00-18:00、土曜・日曜・祝日9:00-19:00）
- 郵便ポスト（佐賀北郵便局）
- 電気自動車急速充電設備（24時間）[3]

### 下り線（長崎方面）
- 駐車場
  - 大型 18台
  - 小型 84台
  - 二輪 8台
- トイレ
  - 男性 大4（和式1・洋式3）・小11
  - 女性 18（和式5・洋式13）
  - 車椅子用 1
- ガソリンスタンド（ENEOS（ENEOSウイング）、24時間）
  - 2009年（平成21年）5月31日までは（ジャパンエナジー「JOMO」[4]
- バス停留所
- レストラン（7:00-22:00）
  - 運営者:風月フーズ（株）
- スナック（24時間）
- ショッピング（24時間）
- スターバックスコーヒー（7:00-21:00）
- 自動販売機
- 携帯電話充電器（24時間）
- キャッシュコーナー (ATM) （イオン銀行、24時間）
- インフォメーション・FAXサービス（平日8:00-17:00、土曜・日曜・祝日7:00-17:00）
- 郵便ポスト（佐賀北郵便局）
- ドッグラン
- 電気自動車急速充電設備（24時間）[5]

## 金立バスストップ

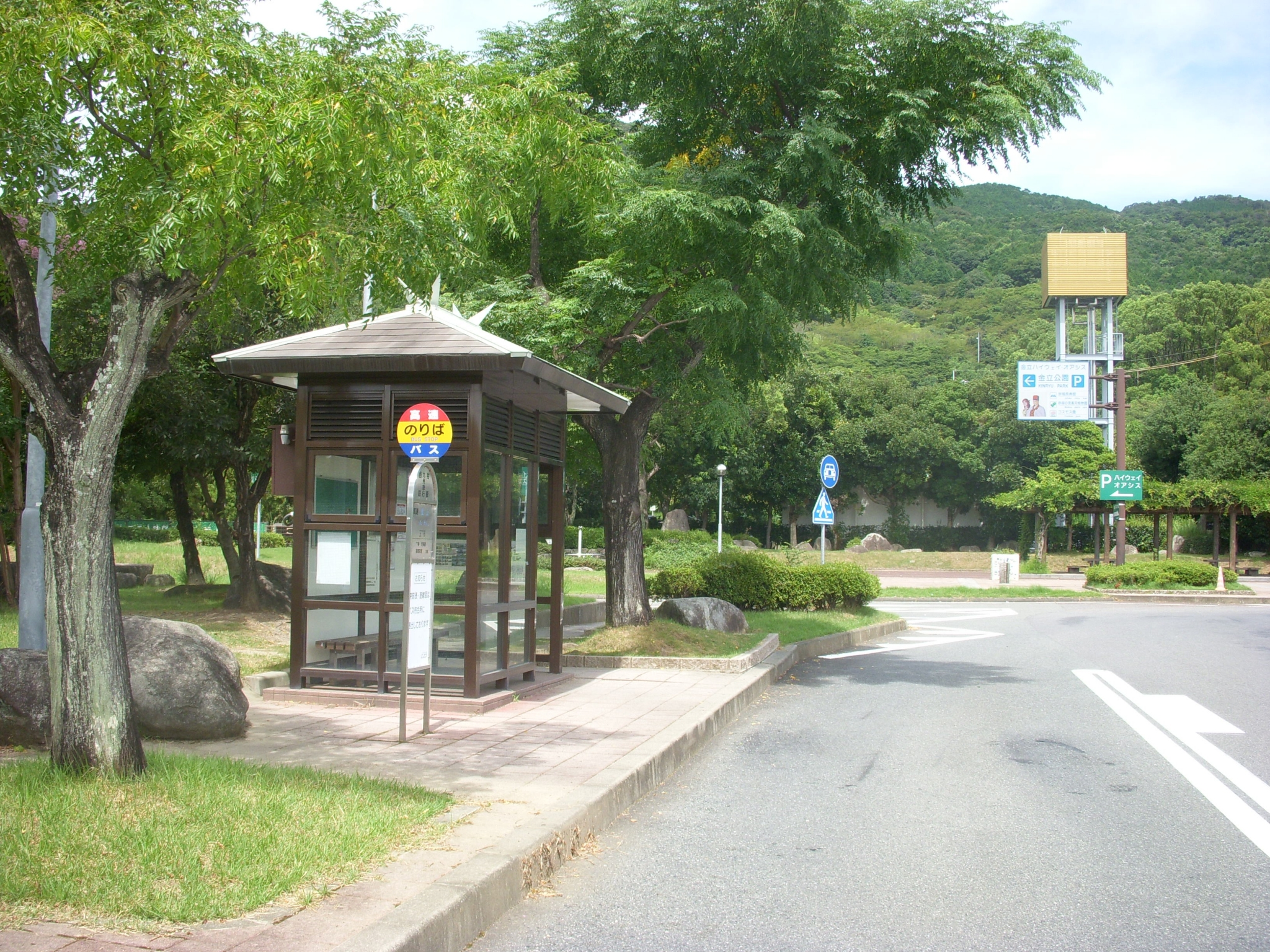
金立バスストップ（上り線）

金立バスストップ（きんりゅうバスストップ）は、佐賀県佐賀市の長崎自動車道上にある金立サービスエリアに併設されたバス停留所である。
西日本鉄道が運行している福岡市と佐賀市を結ぶ高速バス「わかくす号」が停車している他、2013年（平成25年）8月1日から「新高速乗合バス制度」に伴って従来のツアーバスから移行したユタカ交通運行の長崎県長崎市・佐世保市と大阪府大阪市とを結ぶ夜行便「ユタカライナー」も新たに停車するようになった。
かつては「九州号」（福岡市 - 長崎市間）、「かささぎ号」（福岡市 - 鹿島市間）といった、長崎自動車道経由・佐賀市外発着の高速バス路線が佐賀市内の停車地として停車していたが、これらはいずれも停車取りやめまたは路線廃止となった。
バス事業者においては、ユタカ交通を除き、高速金立（こうそくきんりゅう）という呼称を用いている。ユタカ交通は施設名同様、金立サービスエリアの呼称を使用する。
上り線・下り線ともサービスエリアに併設されており、上り線側と下り線側で乗り場は別々になっている。

### 停車する路線
| 路線愛称       | 運行会社   | 下り線側（長崎）方面                     | 上り線側（鳥栖）方面                              | 脚注  |
| -------------- | ---------- | ---------------------------------------- | ------------------------------------------------- | ----- |
| わかくす号     | 西日本鉄道 | 佐賀（館橋・佐賀駅BC・佐賀第二合同庁舎） | 高速中原・高速基山・福岡（天神高速BT）            | [ 6 ] |
| （愛称名なし） | 西日本鉄道 | 佐賀（館橋・佐賀駅BC・佐賀第二合同庁舎） | 高速中原・高速基山・筑紫野・福岡空港              | [ 6 ] |
| ユタカライナー | ユタカ交通 | （降車のみ）                             | 神戸（三宮）・大阪（梅田・なんばOCAT・USJ）・京都 |       |
| WILLER EXPRESS | 祐徳自動車 | （降車のみ）                             | 大阪（梅田・USJ）                                 |       |
| WILLER EXPRESS | 祐徳自動車 | （降車のみ）                             | 広島（BS広島駅北口）                              |       |

### 乗り換え
- 佐賀市交通局 金立いこいの広場バス停

## 隣
E34 長崎自動車道
(3) 佐賀大和IC - 金立SA/BS - (BS) 神埼BS - (2) 東脊振IC